# Célia Xakriabá
Célia Nunes Correa (sinh ngày 9 tháng 5 năm 1990), còn được biết đến với cái tên Célia Xakriabá [ˈsɛ.li.ɐ ʃɐˌkɾi.ɐˈba], là một giảng viên và một nhà hoạt động bản địa về quyền người Xakriabá (en) tại Brasil. Cô được biết đến nhờ  các cuộc tranh luận và diễn thuyết tại các trường đại học ở Brasil nhằm mục đích thúc đẩy, nâng cao vị thế, quyền lợi của phụ nữ, cải thiện quyền ruộng đất, và giáo dục cho người bản địa.